# Pekka Huotari
Pekka Huotari (* 4. Juli 1962 in Oulu) ist ein finnischer Schauspieler.

## Leben
Pekka Huotari ist ein seit Anfang der 1980er Jahre tätiger Theater- und Filmschauspieler. Zum ersten Mal war er 1985 in einer Theaterverfilmung von Hamlet im Finnischen Fernsehen zu sehen. Seitdem war er an über 85 Film- und Fernsehprojekten in unterschiedlichen Rollen beteiligt. So spielte er in Filmen wie Eine Hochzeit in Finnland und Ambush 1941 – Spähtrupp in die Hölle sowie Serien wie Nurses und Bordertown mit.

## Filmografie
- 1985: Hamlet
- 1995: Eine Hochzeit in Finnland (Kivenpyörittäjän kylä)
- 1999: Achterbahn: Mitten in der Nacht (Nattflykt)
- 1999: Ambush 1941 – Spähtrupp in die Hölle (Rukajärven tie)
- 2016: Bordertown (Sorjonen, Fernsehserie, zwei Folgen)
- 2021: Nurses (Syke, Fernsehserie, eine Folge)
- seit 2022: Alle Sünden (Kaikki synnit, Fernsehserie)
- 2022: Sisu